# آندرواستنون
آندرواستنون (به انگلیسی: Androstenone) با فرمول شیمیایی C۱۹H۲۸O یک ترکیب شیمیایی با شناسه پاب‌کم ۶۸۵۲۳۹۳ است. که جرم مولی آن ۲۷۲٫۴۲۵۰۲ گرم بر مول می‌باشد. 